# Guillaume Dominique Aloys Kerens de Wolfrath
Guillaume Dominique Aloys Kerens de Wolfrath (Mechelen, 10 januari 1775 - Maastricht, 7 januari 1845) was een (Zuid-)Nederlands edelman en politicus. 
Guillaume Dominique Aloys Kerens werd in 1775 in de Zuidelijke Nederlanden geboren als zoon van de advocaat en raadsheer Andreas Kerens en Isabella Agnes van Roosen, vrouwe van Wolfrath. Hij was een oudere broer van het latere Tweede Kamerlid Pierre André Servais Kerens. In 1819 trouwde hij te Venlo met Jonkvrouw Maria Lucia Eugeniana Ruijs de Beerenbrouck, met wie hij een dochter en drie zoons zou krijgen.  In 1816 werd hij in de adelstand verheven, en vanaf 1824 noemde hij zich Kerens van Wolfrath.
Van 1816 tot 1820 was Kerens namens de ridderschap lid van de Provinciale Staten van Limburg en vanaf 1818 was hij (militie)commissaris voor het arrondissement Maastricht. Tussen 1820 en 1826 was hij voor Limburg lid van de Tweede Kamer der Staten-Generaal, waar hij zich regeringsgezind opstelde. In 1821 was hij als een van de weinige Zuid-Nederlanders voor enkele omstreden wetsvoorstellen rond belastingen die bijna alleen steun van de Noordelijke leden hadden. 